# Limonlu

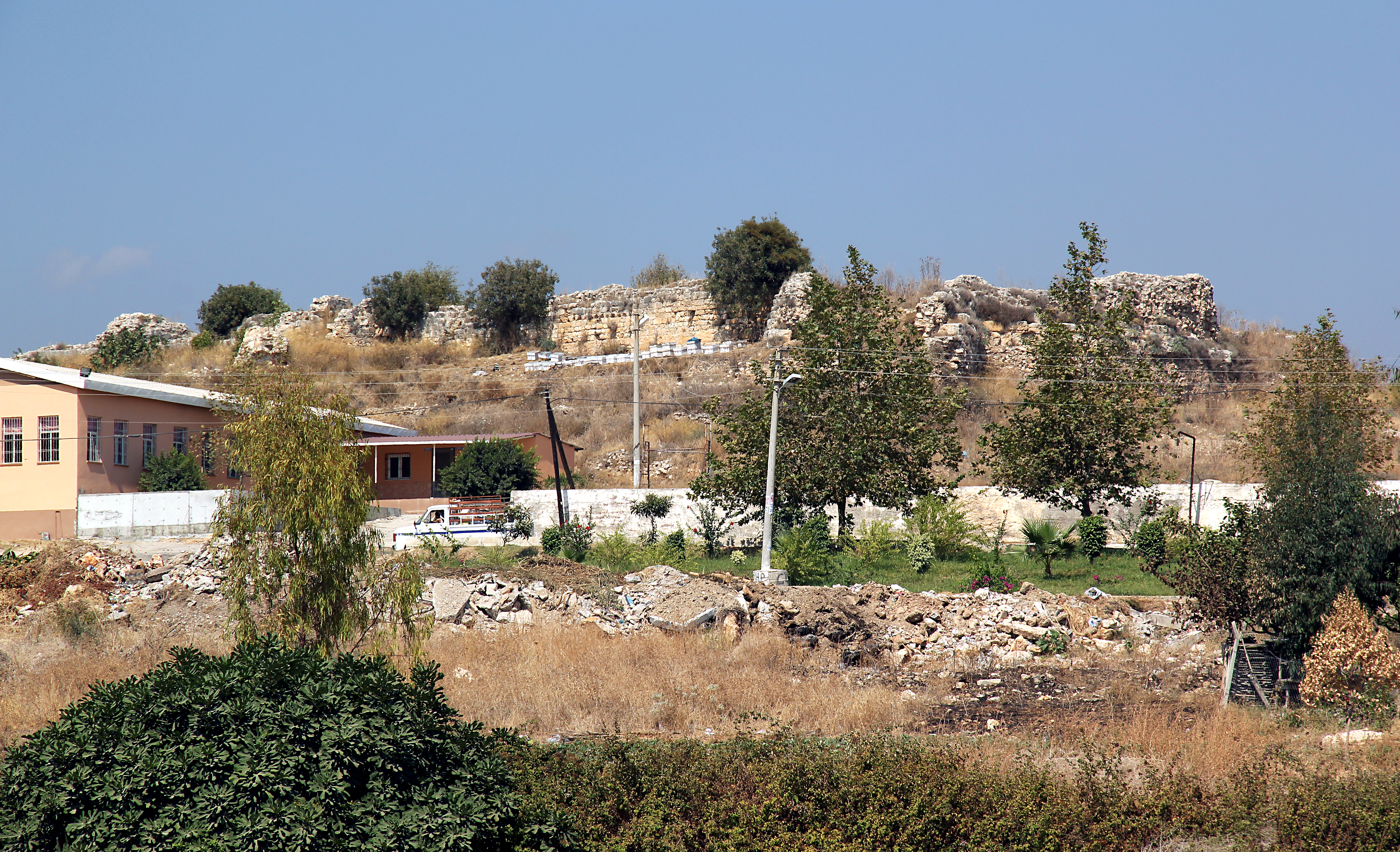
Lamos Kalesi

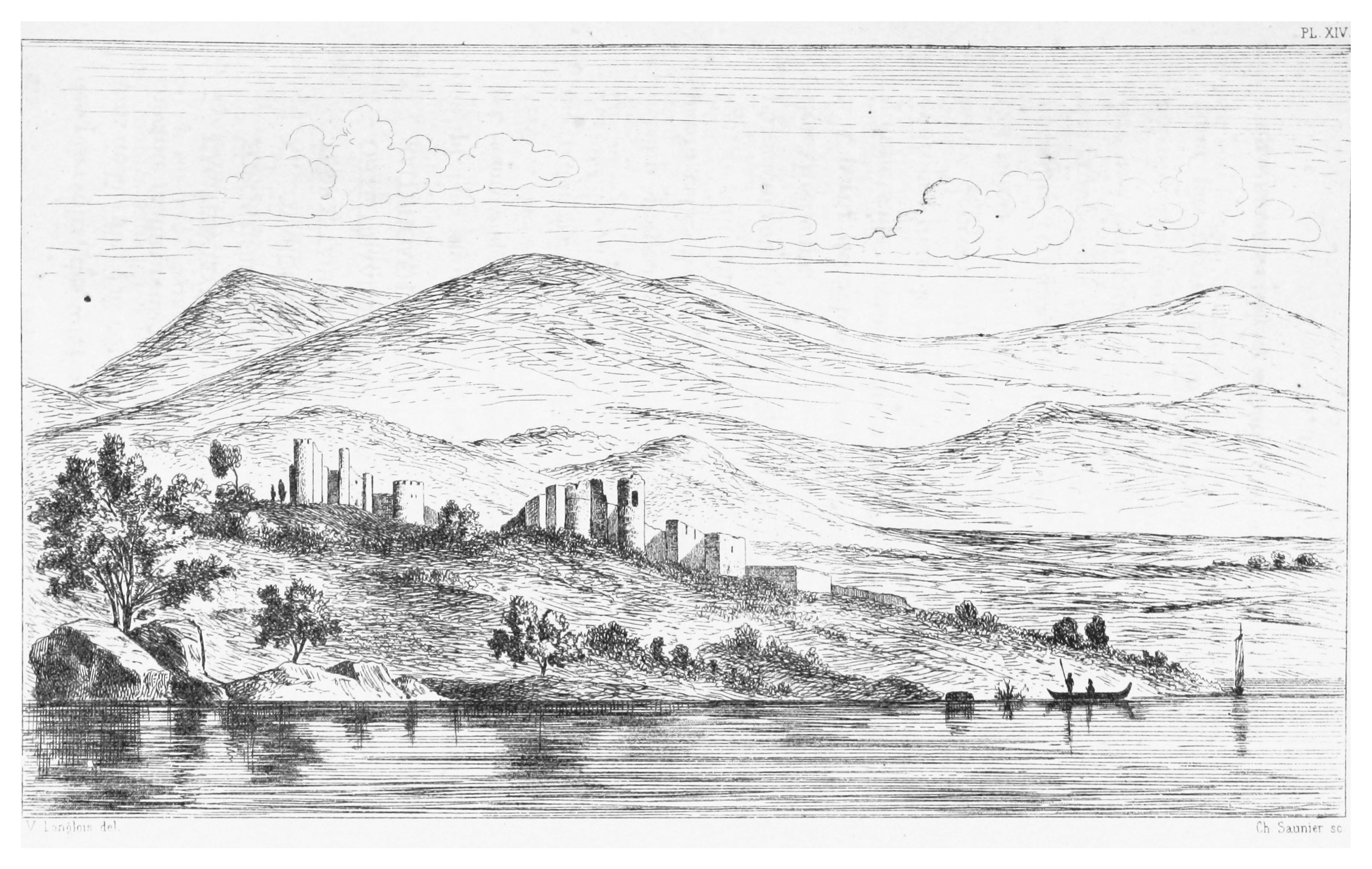
Zeichnung des Ortes von Victor Langlois, 1891

Limonlu war eine Gemeinde im Bezirk Erdemli der türkischen Provinz Mersin. Seit einer Gebietsreform 2014 ist Limonlu ein Ortsteil des Bezirkszentrums Erdemli.
Limonlu liegt im Süden des Landkreises am Mittelmeer an der Fernstraße D-400 (Europastraße 90), etwa neun Kilometer südwestlich von Erdemli und 45 Kilometer südwestlich der Provinzhauptstadt Mersin. Neben der Landwirtschaft stellt der Fremdenverkehr heute die Haupteinnahmequelle des Ortes dar.
In hethitischer Zeit hatte der Ort den Namen Lamiya. Dort verlief die Grenze zwischen dem Hethiterreich und Kizzuwatna.
In Limonlu mündet der Limonlu Çayı (antik Lamos), der im Altertum die Grenze zwischen dem Ebenen (Kilikia Pedias) und dem Rauen Kilikien (Kilikia Tracheia) bildete, ins Meer. Auf einem flachen Hügel am Westufer, etwa 500 Meter vor der Mündung, liegt die mittelalterliche Burg Lamos Kalesi. Der Ort wird unter dem Namen Lamos bereits bei Strabon erwähnt, von der antiken Siedlung sind allerdings nahezu keine Spuren erhalten. Nördlich des Ortes führt vom Fluss, der im Altertum ebenfalls den Namen Lamos trug, ein Aquädukt zu den westlich gelegenen Städten Elaiussa Sebaste und Korykos. Die Umgebung des Ortes trug in der Antike die Bezeichnung Lamousia.
Im Osten von Limonlu ist das Institut für Meereswissenschaften (Deniz Bilimleri Enstitüsü) der Technischen Universität des Nahen Ostens aus Ankara beheimatet.

## Sehenswertes
Nahe der Burg Lamos Kalesi führt eine Straße ins Landesinnere, die zu der byzantinischen Kirche von Batısandal und weiter zu dem spätrömischen Ort Öküzlü führt.